# Condado de Eagle
El condado de Eagle (en inglés: Eagle County), fundado en 1883, es uno de los 64 condados del estado estadounidense de Colorado. En el año 2000 tenía una población de 41 659 habitantes con una densidad poblacional de 9.5 personas por km². La sede del condado es Eagle.

## Geografía

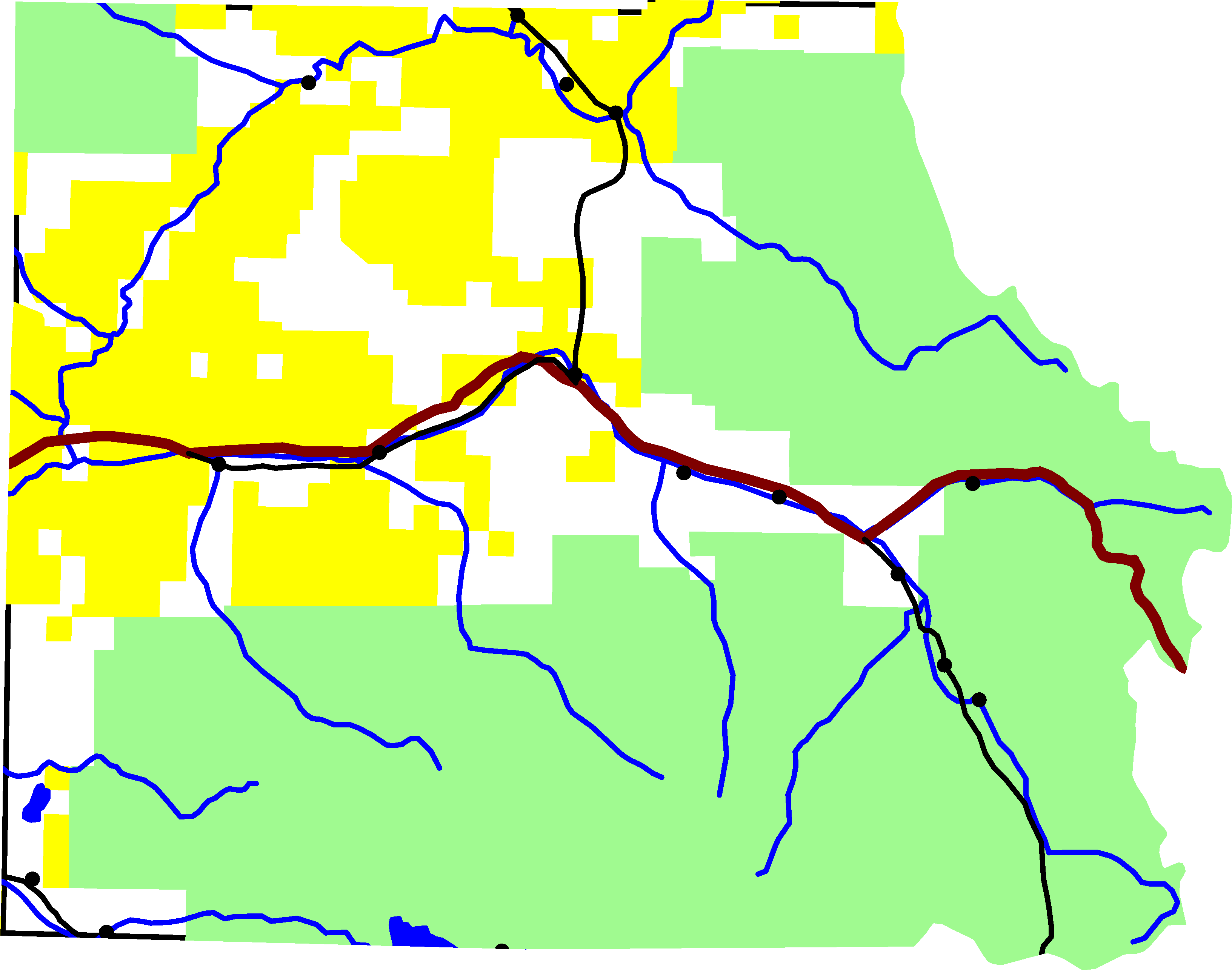
Mapa del condado de Eagle.

Según la Oficina del Censo, el condado tiene un área total de 4382 km² (1691,9 mi²), de la cual 4372 km² (1688,0 mi²) es tierra y 10 km² (3,9 mi²) (0.23%) es agua.

### Condados adyacentes
- Condado de Grand - noreste
- Condado de Summit - este
- Condado de Lake - sur
- Condado de Pitkin - suroeste
- Condado de Garfield - oeste
- Condado de Routt - noroeste

## Demografía
En el 2000 la renta per cápita promedia del condado era de $62 682, y el ingreso promedio para una familia era de $68 226. En 2000, los hombres tenían un ingreso per cápita de $37 603 versus $30 579 para las mujeres. El ingreso per cápita para el condado era de $32 011. Alrededor del 7.80% de la población estaba bajo el umbral de pobreza nacional.

## Ciudades y pueblos
- Avon
- Basalt
- Eagle
- Eagle-Vail
- Edwards
- El Jebel
- Gypsum
- Minturn
- Red Cliff
- Vail
- Gilman (abandonado en 1984)